# Pincoya

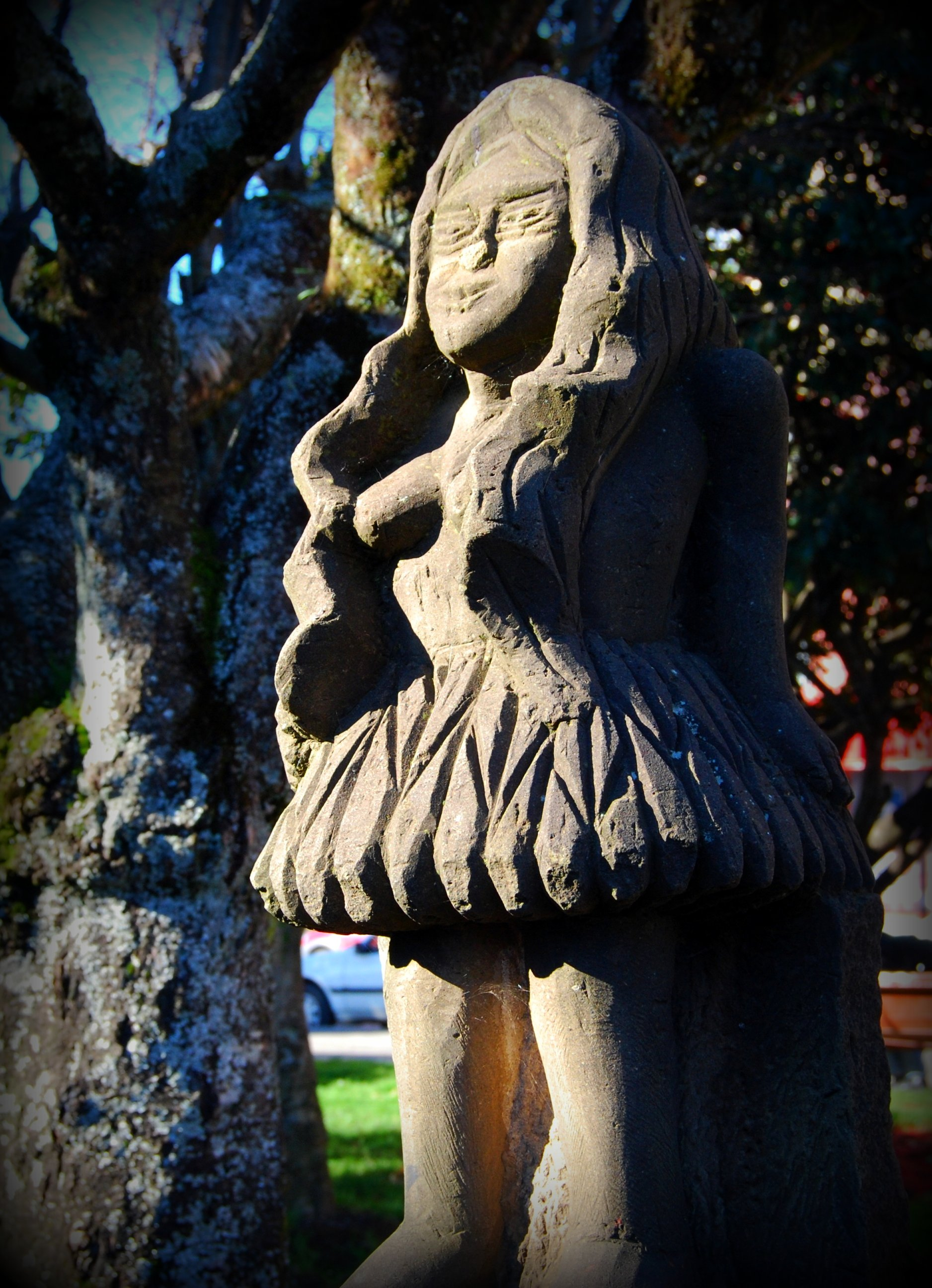
Statue de la Pincoya à Ancud.

La Pincoya est un personnage féminin de la mythologie chilote. Elle a de longs cheveux et chacun s'en amourache au premier regard. Lorsqu'elle danse sur le rivage, son intimité cachée à la vue des habitants de l'archipel par ses seuls cheveux, on peut y lire la prévision d'une bonne année pour la récolte de coquillages selon qu'elle est ou non tournée vers la mer.
Sa généalogie est l'objet de plusieurs mythes. Son père est le Millalobo, fils hybride d'une femme et d'un lion de mer. D'autre part, sa mère, la Huenchula, est une femme très aimée dans l'archipel, fille d'un chaman Machi appelé le Huenchur.
La Pincoya est aussi le nom d'une police de caractères.